# 12 Rounds
12 Rounds is een Amerikaanse actiefilm uit 2009, geregisseerd door Renny Harlin. De hoofdrollen zijn vertolkt door John Cena, Aidan Gillen en Ashley Scott.

## Verhaal
Een undercoveroperatie van de FBI om wapenhandelaar Miles Jackson op te pakken dreigt te mislukken. Jackson vlucht en met behulp van zijn vriendin Erica Kessen in een vluchtauto. De rechercheurs Danny Fisher en Hank Carver zien tijdens hun rit het verdachte stel bij de verkeerslichten, dat leidt tot een achtervolging en waarbij Kessen verongelukt. Jackson wordt opgepakt, maar zweert wraak te nemen op Fisher. Een jaar later is Jackson ontsnapt uit de gevangenis en krijgt Fisher een telefoontje van hem met de mededeling dat hij zijn vriendin Molly Porter heeft ontvoerd. Fisher moet een spel genaamd '12 Rounds' spelen als hij zijn vriendin nog levend terug wil zien, anders over komt Porter hetzelfde lot als Kessen.

## Rolverdeling
| Acteur           | Personage     |
| ---------------- | ------------- |
| John Cena        | Danny Fisher  |
| Aidan Gillen     | Miles Jackson |
| Ashley Scott     | Molly Porter  |
| Steve Harris     | George Aiken  |
| Brian White      | Hank Carver   |
| Gonzalo Menendez | Ray Santiago  |
| Taylor Cole      | Erica Kessen  |